# Карр, Николас

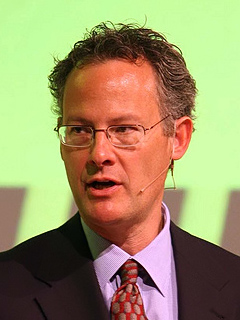
Николас Карр в 2008 году

Николас Карр (англ. Nicholas G. Carr; род. 1959) — американский писатель, журналист. Его книга «Пустышка. Что интернет делает с нашими мозгами» (англ. The Shallows: What the Internet Is Doing to Our Brains) стала финалистом Пулитцеровской премии 2011 года в категории нехудожественной литературы.

## Биография
Николас Карр получил известность после публикации статьи IT Doesn’t Matter в журнале Harvard Business Review и книги «Does IT Matter?» в 2004 году. В этих работах он пишет, что стратегическое значение информационных технологий в бизнесе уменьшается по мере того, как эти технологии приобретают популярность, дешевеют и стандартизируются. В 2005 году Карр опубликовал статью The End of Corporate Computing, в которой утверждал, что в будущем компании станут покупать информационные технологии в качестве сервиса у других компаний.
В 2008 году Карр опубликовал книгу «The Big Switch: Rewiring the World, From Edison to Google», в которой рассматривал экономические и социальные последствия развития облачных технологий, сравнивая их с развитием электросетей общего пользования в начале 20-го века.
В летнем выпуске The Atlantic 2008 год была опубликована его статья «Is Google Making Us Stupid?». В ней он высказал мнение, что развитие интернет технологий негативно сказывается на нашей способности концентрировать внимание и размышлять.
В своем блоге Rough Type Карр критиковал технологический утопизм, в особенности оптимистичные утверждения по поводу создания контента при помощи краудсорсинга. В статье 2005 года The Amorality of Web 2.0 он раскритиковал качество информационных проектов Веб 2.0, таких как Википедия и блогосфера, и высказал мнение, что в целом они наносят вред обществу вытесняя более профессиональные альтернативы. В ответ на эту критику сооснователь Википедии Джимми Уэйлс признал, что качество статей, приведенных в примерах Карра, действительно низкое и предложил рекомендации по улучшению контента. В мае 2007 года Карр писал, что доминирование страниц Википедии в поисковой выдаче представляет собой опасную консолидацию Интернет-трафика и влияния.
В книге 2010 года «Пустышка» он развивает эту идею подробнее. Рассматривая различные примеры от печатной машинки до GPS-навигаторов, Карр показывает как новые технологии меняют образ жизни, поведение и мышление. В книге, хотя и признаются положительные аспекты, делается акцент на негативных эффектах Интернета, в частности, рассматривается как гипертекст приводит к фрагментации знаний. При поиске информации в Интернете, контекст этой информации может игнорироваться. Карр пишет: «Мы не видим даже деревьев, мы видим ветки и листья». Помимо того, что книга номинировалась на Пулитцеровскую премию, она также попала в список бестселлеров New York Times.